# Hydroponic Garden
Hydroponic Garden — дебютный студийный альбом шведского эмбиент-дуэта Carbon Based Lifeforms, вышедший в 2003 году. Диск был записан в Гётеборге, на студиях Room with a view (композиции 1, 2, 7-9) и M.U.S. (3-6, 10, 11).

## Список композиций
| №   | Название                     | Длительность |
| --- | ---------------------------- | ------------ |
| 1.  | «Central Plains»             | 8:08         |
| 2.  | «Tensor»                     | 5:43         |
| 3.  | «MOS 6581»                   | 7:11         |
| 4.  | «Silent Running»             | 7:05         |
| 5.  | «Neurotransmitter»           | 7:28         |
| 6.  | «Hydroponic Garden»          | 9:12         |
| 7.  | «Exosphere»                  | 5:05         |
| 8.  | «Comsat»                     | 7:08         |
| 9.  | «Epicentre (First Movement)» | 5:57         |
| 10. | «Artificial Island»          | 5:11         |
| 11. | «Refraction 1.33»            | 8:19         |

## Участники записи

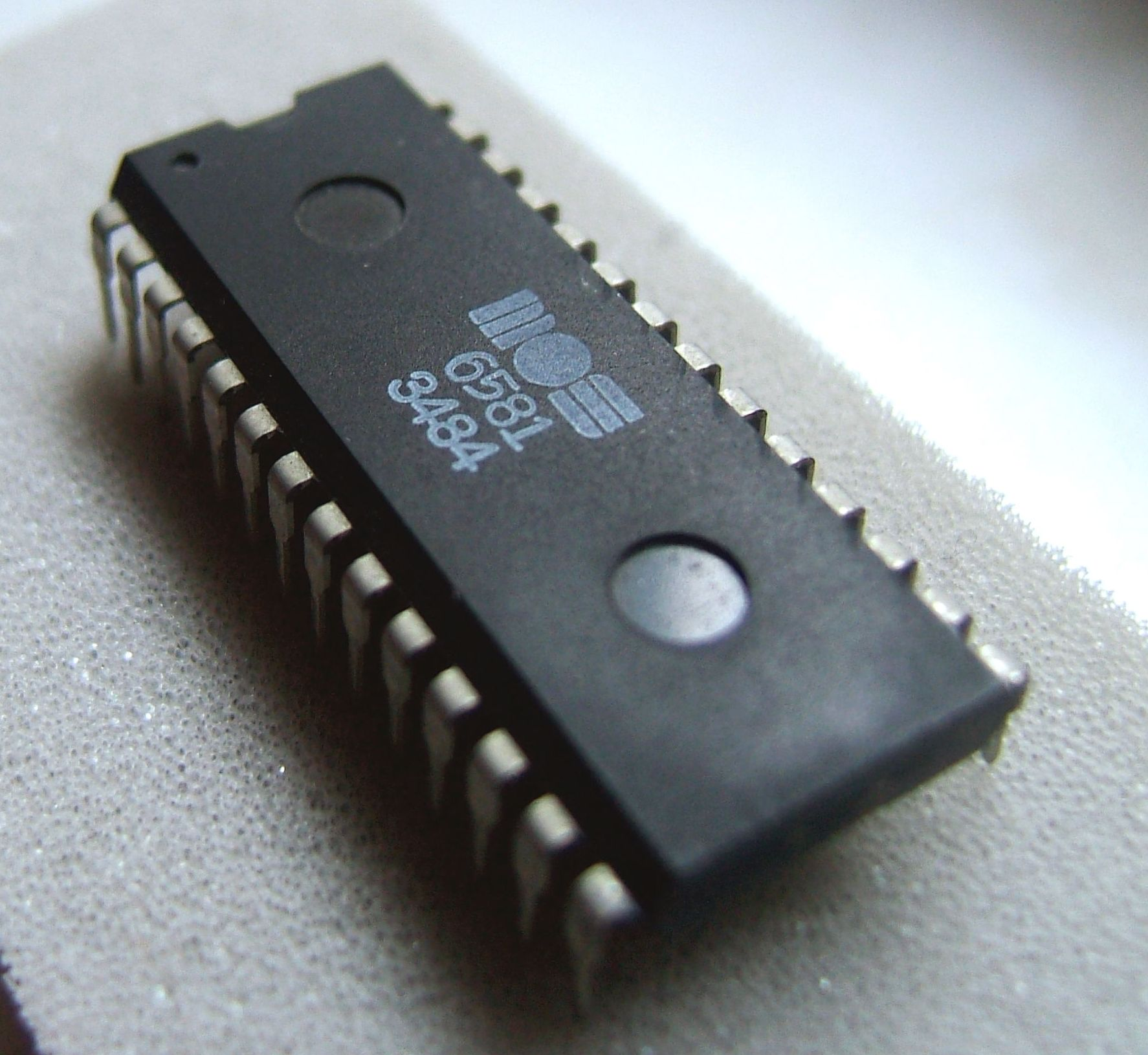
MOS 6581

- Йоханн Хедберг и Даниэль Рингстрём — авторы всей музыки.
- Yoji Ishida — вокал в Hydroponic Garden.
- Анна Андерссон — вокал в Epicentre (First Movement).
- Автор обложки Mat Da Kat (Ultimae), авторы исходных фотографий - Йоханн и Мария Хедберг.
- Huby Sea — мастеринг.

## Интересные факты
- Одна из самых известных композиций группы, представленная на альбоме — «MOS 6581» — названа в честь одноимённой микросхемы MOS Technology SID, использовавшейся в компьютерах Commodore.
- Искажённый голос, который звучит на всём протяжении «MOS 6581» — голос комментатора из телефильма «Earth Report: A Steppe Ahead» производства компании TVE (Television Trust for the Environment)[1].